# Психологическая помощь
Психологи́ческая по́мощь — область практического применения психологии, ориентированная на помощь психически здоровым людям в решении проблем психологического характера в различных сферах жизни.
Это непосредственная работа с людьми, направленная на решение различного рода психологических проблем, связанных с трудностями в межличностных отношениях, деятельности,  взаимодействии, адаптации, а также глубинных личностных проблем.

## Виды психологической помощи
- Психопрофилактика (предупреждение).
- Психологическое просвещение (в консультировании, в психопрофилактике — лекции, семинары).
- Психодиагностика (выявление проблем и других психологических показателей).
- Психологическое консультирование (психологическая помощь людям, находящимся в пределах психологической нормы в адаптации, развитии и расширении личностного потенциала).
- Психотерапия — медицинское направление, направлена на лечение (терапию) психических расстройств,  решение проблем с психическим здоровьем, бывает клиническая и психопатологическая.
- Психиатрия (медицинский вид помощи, использование медикаментов, либо гуманистическая психиатрия, которая рассматривает человека не как больного, а как человека с другим мировоззрением, использует медикаменты ограниченно, следовательно, идёт по психологическому пути).
- Психологическое сопровождение — специфическое взаимодействие, позволяющее и способствующее клиенту в самостоятельном решении психологических проблем.
- Персонифицированная психологическая помощь.

Также виды психологической помощи можно разделить на: психологическое консультирование; кризисное вмешательство; психологическая реабилитация; психологический тренинг; психотерапия.
Виды психологической помощи строго разделены по признаку психического здоровья (область деятельности психолога) и психической болезни, расстройства (области деятельности психиатра и психотерапевта - лечение).  Существуют области пересечения. Критерием является то, кто осуществляет помощь (разница в образовании), с кем работает специалист с клиентом или пациентом (критерием нормы является презумпция психического здоровья), чем помогает (использование лекарственных препаратов, психотерапевтических, консультативных приёмов).

## Специфика объекта психологической помощи
Добровольное согласие, уникальность, изменчивость.
Требования к психологу, оказывающему психологическую помощь — эмпатичность, конгруэнтность, коммуникативность.

## Принципы психологической помощи (этические)
Как и во многих профессиях, в деятельности психолога, при оказании им психологической помощи, существуют некоторые принципы и требования, реализация которых является обязательной. Существование различных этических кодексов деятельности психолога-профессионала в различных странах и психологических сообществах связано с тем, что не существует однозначных и простых ответов на этические и моральные проблемы, возникающие в психологической практике. Эти принципы необходимы для того, чтобы оказание психологической помощи было не просто более эффективным и осмысленным занятием, но также — социально приемлемым. Во множестве работ на эту тематику обсуждаются различные сложные ситуации, в частности — как следует вести себя консультанту, если в ходе приёма он узнаёт, что его клиент замышляет или совершил асоциальный поступок, если он видит следы побоев или другого насилия на теле у ребёнка, если родители хотят узнать что-либо о своём скрытном ребёнке-подростке, а также многие другие. В некоторых странах, например, в США, несоблюдение профессиональных принципов и требований, может вести к лишению психолога диплома, прав на практику и предложение своих профессиональных услуг и т. д.
Среди наиболее важных этических принципов психологической помощи (по Ю. Алёшиной), традиционно выделяют следующие:
1. Доброжелательное и безоценочное отношение к клиенту, подразумевает «целый комплекс профессионального поведения, направленного на то, чтобы клиент чувствовал себя спокойно и комфортно». Консультанту необходимо уметь внимательно слушать клиента (например, используя технику активного слушания), стараясь понять его, не осуждая при этом, а также оказывать психологическую поддержку и помощь.
2. Ориентация психолога на нормы и ценности клиента, а не на социально принятые нормы и правила, которая может позволить клиенту быть искренним и открытым. Отношения принятия ценностей клиента и их уважение являются не только возможностью выразить поддержку клиенту, но также позволяют повлиять в будущем на эти ценности, если они станут рассматриваться в процессе консультирования как препятствие для нормальной жизнедеятельности человека.
3. Запрет давать советы. Психолог, даже несмотря на свой профессиональный и жизненный опыт и знания, не может дать гарантированный совет клиенту, в частности и потому, что жизнь клиента и контекст её протекания уникальны и непредсказуемы, и клиент является основным экспертом в своей собственной жизни, в то время как психолог — обычно выступает как эксперт в других областях, в частности в способах выстраивания отношений с клиентом, а также в теории психологической помощи. Кроме того дать совет — значит принять ответственность за жизнь клиента в случае, если он им воспользуется, что не способствует развитию его личности. Кроме того, давая совет, профессиональная позиция психолога может изменяться, а принимая совет, у клиента может измениться его позиция, в сторону большей пассивности и поверхностного отношения к происходящему. Часто при этом, любые неудачи в реализации совета клиентом, могут приписываться психологу, как давшему совет авторитету, что мешает пониманию клиентом своей активной и ответственной роли в происходящих с ним событиях.
4. Анонимность, означающая что никакая информация, сообщённая клиентом психологу не может быть передана без его согласия ни в какие организации и другим лицам, в том числе родственникам или друзьям. Вместе с тем, существуют исключения (о которых психолог должен заранее предупреждать клиента), специально отмеченные в законодательстве страны, в соответствии с законами которой осуществляется профессиональная деятельность психолога.
5. Разграничение личных и профессиональных отношений — это принцип-требование к консультанту, связанный с рядом психологических феноменов, влияющий на процесс психологической помощи. Например, известно, что на профессиональные отношения могут иметь сильное влияние отношения личные, в частности личные потребности и желания психолога влияют как на процесс психологической помощи, так и на самого клиента, а следовательно, могут препятствовать эффективному осуществлению психологической помощи. Существуют различные исследования этих влияний (смотри, например, феномены переноса и контрпереноса). В конце XX века происходили дискуссии по этой проблеме, анализировались различные последствия вступления психолога и клиента в личные, в том числе в сексуальные отношения, но основным выводом из этих дискуссий стало положение о том, что при осуществлении психологом профессиональной деятельности личных отношений по возможности лучше избегать. Если же такие или подобные им отношения появляются, то необходимо стараться действовать в интересах клиента и как можно скорее прервать процесс психологической помощи[3][прояснить].